# Безумный город (фильм)
«Безумный город» (англ. Mad City) — кинофильм режиссёра Коста-Гавраса, вышедший на экраны в 1997 году. Лента во многом вдохновлена картиной Билли Уайлдера «Туз в рукаве» (1951).

## Сюжет
Амбициозный журналист Макс Брэкетт, вынужденный работать на один из местных калифорнийских телеканалов, мечтает о сенсационном материале. Во время рутинного репортажа из музея естественной истории он становится свидетелем конфликта между директором учреждения миссис Бэнкс и бывшим охранником Сэмом Бэйли, желающим вернуть свою работу. Не в силах убедить директора словами, Сэм достаёт ружьё и начинает угрожать ей, что заканчивается тяжёлым ранением другого охранника и взятием в заложники всех находившихся в музее (помимо миссис Бэнкс, это группа детей, находившихся на экскурсии). Макс пытается вести репортаж прямо из захваченного здания, но не может долго скрываться. После своего обнаружения он предлагает Сэму сделать эксклюзивное интервью, в котором тот мог бы подробно объяснить о мотивах своего поступка. Мало-помалу журналист начинает манипулировать простодушным террористом и выстраивать в глазах общественности вполне определённый его образ.

## В ролях
- Джон Траволта — Сэм Бэйли
- Дастин Хоффман — Макс Брэкетт, журналист
- Миа Киршнер — Лори Каллахан, помощница Макса
- Алан Алда — Кевин Холландер, телеведущий
- Роберт Проски — Лу Поттс, начальник Макса
- Блайт Даннер — миссис Бэнкс, директор музея
- Уильям Атертон — Долен, телеведущий
- Тед Левайн — Алвин Лемке, начальник полиции
- Тэмми Лорен — мисс Роуз
- Люсинда Дженни — Дженни, жена Сэма
- Билл Нанн — Клифф Уильямс
- Кайла Прэтт — одна из захваченных детей
- Ларри Кинг — камео
- Джей Лено — камео